# Liste der Kernkraftwerke in Finnland
Mit Stand Juni 2023 werden in Finnland an 2 Standorten 5 Reaktorblöcke mit einer installierten Nettoleistung von zusammen 4394 MW betrieben. Der erste kommerziell genutzte Reaktorblock ging 1977 in Betrieb.
In Finnland wurden 2011 in Kernkraftwerken insgesamt 22,3 Mrd. kWh (Netto) erzeugt; damit hatte die Kernenergie einen Anteil von 32 Prozent an der Gesamtstromerzeugung. Im Jahr 2022 wurden 24,221 Mrd. kWh erzeugt; damit betrug ihr Anteil 35 Prozent an der Gesamtstromerzeugung.

## Karte
| Loviisa |

| Olkiluoto |

## Tabelle
| Name      | Block | Reaktor- typ | Modell     | Status     | Leistung [MWe] | Leistung [MWe] | Therm. Leistung [MWt] | Bau- beginn | Erste Kritikalität | Erste Netz- synchro- nisation | Kommer- zieller Betrieb (geplant) | Abschal- tung (geplant) | Ein- speisung [TWh] |
| Name      | Block | Reaktor- typ | Modell     | Status     | Netto (Design) | Brutto         | Therm. Leistung [MWt] | Bau- beginn | Erste Kritikalität | Erste Netz- synchro- nisation | Kommer- zieller Betrieb (geplant) | Abschal- tung (geplant) | Ein- speisung [TWh] |
| --------- | ----- | ------------ | ---------- | ---------- | -------------- | -------------- | --------------------- | ----------- | ------------------ | ----------------------------- | --------------------------------- | ----------------------- | ------------------- |
| Loviisa   | 1     | PWR          | VVER V-213 | In Betrieb | 507 (420)      | 531            | 1500                  | 01.05.1971  | 21.01.1977         | 08.02.1977                    | 09.05.1977                        | –                       | 165,63              |
| Loviisa   | 2     | PWR          | VVER V-213 | In Betrieb | 507 (420)      | 531            | 1500                  | 01.08.1972  | 17.10.1980         | 04.11.1980                    | 05.01.1981                        | –                       | 156,18              |
| Olkiluoto | 1     | BWR          | AA-III     | In Betrieb | 890 (660)      | 920            | 2500                  | 01.02.1974  | 21.07.1978         | 02.09.1978                    | 10.10.1979                        | –                       | 281,43              |
| Olkiluoto | 2     | BWR          | AA-III     | In Betrieb | 890 (660)      | 920            | 2500                  | 01.11.1975  | 13.10.1979         | 18.02.1980                    | 10.07.1982                        | –                       | 272,09              |
| Olkiluoto | 3     | PWR          | EPR        | In Betrieb | 1600           | 1720           | 4300                  | 12.08.2005  | 21.12.2021         | 12.03.2022                    | 16.04.2023                        | –                       | 1,89                |

1. 1 2  AA-III, BWR-2500